# لژ

نمایی داخلی از کاخ گارنیه، یک تالار اپرایی، که صحنه و سالن و عقبتر از آن جایگاه حضار و لژها را نشان می‌دهد.

لُژ (به فرانسوی: loge) نامی برای محل ویژه و مجزا در تالارهای نمایشی است که به تعداد معدودی از حضار اجازه تماشای خصوصی اجرا یا مراسم را می‏‌دهد.